# IC 4628
IC 4628 (również Mgławica Krewetka) – mgławica emisyjna znajdująca się w konstelacji Skorpiona. Została odkryta przez Edwarda Barnarda. Znajduje się w odległości około 6000 lat świetlnych od Ziemi, a jej rozmiar szacuje się na około 250 lat świetlnych.
IC 4628 jest oświetlona przez ultrafioletowe promieniowanie okolicznych gorących i masywnych gwiazd. Wybija ono elektrony z atomów, następnie swobodne elektrony rekombinują, emitując przy tym światło widzialne i oświetlają mgławicę.